# Jaciążek
Jaciążek is een plaats in het Poolse district  Makowski, woiwodschap Mazovië. De plaats maakt deel uit van de gemeente Płoniawy-Bramura en telt 440 inwoners.